# Шуро-Копіївська сільська рада
| Шуро-Копіївська сільська рада — колишній орган місцевого самоврядування у Тульчинському районі Вінницької області з адміністративним центром у с. Шура-Копіївська. Сільській раді підпорядковані населені пункти: - с. Шура-Копіївська - с. Калинівка |

## Склад ради
Рада складається з 16 депутатів та голови.

## Керівний склад сільської ради
| ПІБ                            | Основні відомості                                                                             | Дата обрання | Дата звільнення |
| ------------------------------ | --------------------------------------------------------------------------------------------- | ------------ | --------------- |
| Коваленко Олександр Іванович   | Сільський голова, 1957 року народження, освіта, член Всеукраїнського об'єднання «Батьківщина» | 26.03.2006   | 31.10.2010      |
| Чернопиский Віталій Михайлович | Сільський голова, 1970 року народження, освіта середня спеціальна                             | 31.10.2010   |                 |

Примітка: таблиця складена за даними джерела